# Balázs Pali
Balázs Pali (Békéscsaba, 1968. július 25. –) kétszeres Fonogram-díjas magyar énekes.

## Élete

### Korai évek
4 éves korában (1982) járt először barátaival egy könnyűzenei koncerten, s a középiskolában elhatározta, hogy ő is zenélni szeretne. Társaival megalapította – Refrakció néven – első amatőr zenekarát. A fiatalos lendület pusztán néhány évig tartott, így a zenekar 1987-ben feloszlott.

### Az 1990-es évek
1990-től több éven keresztül szórakoztatta az éjszakai bárok, éttermek, klubok vendégeit. 1996-ban jelent meg Slágerek Házibulihoz 1. című, első magánkiadású kazettája, rajta az 1970-es, 1980-as évek legnépszerűbb romantikus dalaival. A kazetta nagy sikert aratott a közönség körében. Még ez év novemberében folytatásképpen egy újabb albuma látott napvilágot Slágerek Házibulihoz 2. címmel. Balázs Pali 1. és 2. lemezének dalaival hamarosan 1997. február 7-én megtartotta élete első önálló koncertjét. 1997-ben egy új lemez is elkészült, természetesen Slágerek Házibulihoz 3 címmel. 1997–1998 között olyan slágereket énekelt, mint a Se veled, se nélküled, a Kék a szeme és a Húsz év múlva című dalok. 1999-ben felfigyelt rá Dancsó János (gádorosi lakos) és megindította a hivatalos zenei karierrjét. 1999. szeptember 19-én megjelent a Romantikus Slágerek címet viselő nagylemez.

### 2000 után
2000. március 15-én átvehette élete első aranylemezét. Még ebben az évben jelent meg a Nem adom kölcsön a szívem című lemeze, rajta a feldolgozások mellett hat új Kaszás Péter-dallal. 2001 szeptemberében Mindig úgy szeress címmel jelent meg az EMI gondozásában egy újabb album, amely szintén aranylemez lett. 2002-ben megalapította Happy Records nevű saját lemezkiadóját. A következő album Veled leélném az életem címmel már ennek a kiadónak a gondozásában jelent meg október elején, amely a megjelenés napján aranylemez lett. 2003 szeptember közepén megjelent lemez egy igen merész címet kapott: Szánd rám az éjszakát, rajta 12 új, romantikus dallal. 2004 októberében jelent meg a Zenés randevú című albuma. A következő évben Bécsbe, Ausztriába, Ausztráliába, New Yorkba hívták meg. 2006. március 10-én jelent meg Nem sírok érted… címmel pályafutásának 10. nagylemeze. 2007. február 24-én a MAHASZ Fonogram Magyar Zenei Díjátadó Gálán a 2006-os Nem sírok érted című lemeze a „Hazai Szórakoztató Zenei” kategóriában győztes lett. 2008. március 8-án jelent meg A líra hullámain című új nagylemeze.
2008 áprilisában elkészült egy videó klip is a „Te vagy az igazi” című szerzeményére, melyben az Európa Szépének megválasztott Laky Zsuzsi is szerepelt. Az elmúlt években érkezett rajongói levelek, telefonhívások, felkérések hatására Pali májusban Felvidéki-turnéra indult, hogy eleget tegyen rajongói kéréseinek. Fantasztikus közönségsiker és szeretet jellemezte műsorait estéről-estére. Maga sem gondolta volna, hogy ennyire valósak és megalapozottak azok a levelek, megkeresések, amiket a határon túli közönségétől kapott az elmúlt évek során. A nagy siker felbuzdította és elhatározta, meglátogatja azon környező országok magyar lakta településeit, ahonnan az elmúlt időszakban számos felkérés érkezett. Az év folyamán más felvidéki, valamint erdélyi településre is ellátogatott „Határtalan Randevú” című műsorsorozatával.
2008 szeptemberében a „Belevésted a szívembe magad” című dalra készített Pali videó klipet, melyet Budapesten, az Európa hajón rögzítettek. Az új videó klipjében bemutatkozott a Balázs Pali Live Band.
2009-ben tovább folytatódott a műsorsorozat, mely során volt szerencséje ellátogatni a Kárpátaljai, a Vajdasági, valamint a Horvátországban élő magyarokhoz is. Kivétel nélkül mindenhol hatalmas közönségsiker és szeretet fogadta őt. A műsorok mellett Pali megismerhette a határon túl élő magyarok életét, mindennapjait. Példaértékű volt számára azaz összetartás és egymás iránti tisztelet, amelyet szinte minden térségben megtapasztalt. A „Határtalan Randevú” című műsorsorozat 2009. október elején véget ért.
Pali azokból a tapasztalatokból és hatásokból merítve, melyeket az elmúlt másfél évben átélt a „Határtalan Randevú” műsorsorozatnak köszönhetően, írt egy dalt „Összetartozunk” címmel, melyre videó klip is készült a visegrádi Zsitvay-kilátóban.
2009 év végén első alkalommal Kanadában, a Torontói Magyar Házban adott nagysikerű koncertet.
2010 márciusában egy 9 részből álló életmű CD összeállítása jelent meg a korábbi lemezeiből. Ezt követően májusban 2 DVD is napvilágot látott, az „500. koncert”, illetve „Tíz év, tíz érzés képekben” címmel.
2010 júliusában első alkalommal szerepelt a „Szigetfesztivál” „Volt” színpadán. A koncertet követően úgy nyilatkozott, hogy az utóbbi évek egyik legnagyobb élménye volt a szigetfesztiválos fellépése.
Augusztusban Budapesten a belvárosban leforgatta új videó klipjét a „Találj meg boldogság” című saját szerzeményére.
2010 tavaszától elkezdődtek a 2011-es jubileumi lemezének stúdió munkálatai.
2011. január 6-ától hétről-hétre 25 rádióban hallható zenei „Zenés Randevú” című rádióműsora, melynek nem csak műsorvezetője, hanem szerkesztője is.
2011. január 22-én Zámbó Jimmy Díjjal tüntették ki példaértékű zenei munkásságáért.
2011. március 8-án „15 év, 15 vallomás” címmel megjelent 15 éves pályafutásának tiszteletére jubileumi nagylemeze. 15 saját dalt tartalmazó jubileumi lemezével kívánt köszönetet mondani közönségének az elmúlt másfél évtizedben tapasztalt szeretetért.
Szeptember 15-én napvilágot látott az „Édesanyám, hálás vagyok Neked” című dalra készült videó klip, melynek különlegessége, hogy Pali édesanyja is szerepel benne. A képi anyagot a Dunakanyar egyik kis településének gyönyörű templomkertjében rögzítették.
2012 elején új felállású kísérőzenekar összeállításába kezdett Pali. Eltökélt szándéka lett, hogy dalai élő zenekari kísérettel is hallhatók és láthatók legyenek a jövőben koncertjei során. Egy ismerőse révén került kapcsolatba Kollár Tamás billentyűssel, akit megbízott a zenekari tagok kiválasztásában. Tamásnak köszönhetően márciusra kialakult az a végleges „csapat”, amely nagy sikerrel szerepel azóta is a színpadokon Pali élő koncertjei során.
Augusztusban készült el a „Néha szeretnék úgy sírni” című saját szerzeményére egy videó klip, amely a festői szépségű Kisoroszi szigetcsúcsnál került leforgatásra.
Októberben „Zenés Randevú” című szórakoztató TV műsor felvételén vett részt sztárvendégeivel karöltve.

### 2013–2018
A 2013-as esztendő első hónapjai új dalok írásával és a „Zenés Randevú” TV műsor háttérmunkálataival teltek el.
2013. március 8-tól a Muzsika TV-n heti rendszerességgel látható a „Zenés Randevú” című szórakoztató TV műsor, melyben Pali műsorvezetőként és előadókén egyaránt szerepel.
A nézői visszajelzések alapján rövid időn belül a „Zenés Randevú” a Muzsika Tv egyik legnézettebb zenés szórakoztató műsora lett.
Július 25-én jelent meg a „Rabold el a szívem” című saját szerzeményére készített új videó klipje,melyet egy különös helyszínen, egy – pilisi kőbányában – forgatott le.
Az év második felében kezdett hozzá zenei pályafutása 13. lemezének elkészítéséhez. Új dalok írása,stúdió felvételek töltötték ki a minden napjait.
Novemberben ismét visszatért korábbi sikereinek helyszínére Erdélybe. E nagysikerű, 10 állomásos koncert körúton mutatta be első alkalommal közönségének a „Boldog napot” című új saját szerzeményét amelyet a 13. lemezének címadó slágerének választott néhány hónap múlva.
Pali 2013-ban is a szabadtéri fesztiválok és városi rendezvények közkedvelt előadója volt.
2014-ben a korábbi nézettségi sikereknek köszönhetően a „Zenés Randevú” TV műsor tovább folytatódik Muzsika TV-n. 30 új epizód kerül leforgatásra februárban, új vendégekkel, új színpadi díszletekkel stb.
Március 8-án jelent meg a „Boldog napot” című új albuma, rajta 16 saját szerzeményével a romantika szerelmeseinek.
Március 15-én látott napvilágot a lemez címadó slágerére („Boldog napot”) forgatott „koncert videó klip”. A felvételek a február 21-ei miskolci Kocsonyafarsangon tartott nagysikerű koncertjén készültek, ahol több mint 5.000 fős közönség gyűlt össze a nézőtéren.
Március közepén indult szintén a Muzsika TV-n „Klipfesztivál” címen egy új zenei műsora, melyben produceri szerepet tölt be.
Áprilisban a DUNA TV „Kívánságkosár” című műsor vendége volt zenekarával, ahol több dalt is előadott.
Ezek a felvételek a jövőben – a nézők kérése alapján – láthatóak folyamatosan a csatornán. 
Júliusban Budapesten a Városligetben egy nagyszabású Élő koncerttel ünnepelte 46. születésnapját.
A nyár folyamán nagy sikerrel koncertezett zenekarával szerte az országban és a határon túli magyarlakta területeken.
Szeptember elején jelent meg az „Édesapám” című saját szerzeményére készített videó klip…melyben első alkalommal Édesapja is nyilvános szereplést vállalt.
Októbertől a Muzsika TV-n nagy sikerrel szereplő „Zenés Randevú” TV műsor az RTL Klubon is látható.
December 6-án a „Soha ne légy szomorú” című slágerre, különös technikával készült el egy újabb videó klip a pilisi hegyekben.
2015 elején a Zenés Randevú újabb új részekkel jelentkezik, melyben Pali zenekarával továbbra is állandó fellépőként és műsorvezetőként is szerepel.
Január 25-én látott napvilágot az „Elbúcsúzom” című lírai slágerére készült videó klip amely az eddigi visszajelzések alapján nagy sikerre számíthat.
Februártól a Muzsika TV-n látható „Klipfesztivál” című műsorban – sokak kérésére – műsorvezetői szerepet is betölt.
Márciustól a Zenés Randevú TV műsor új epizódokkal jelentkezik a Muzsika TV-n és az RTL Klubon.
Ugyan ebben a hónapban jelenik meg egy koncert videó klipje a „Szíved kulcsát” című saját szerzeményére.
Áprilisban egy újabb klip látott napvilágot, amely az „Add nekem a ma éjszakát” című dalra készült.
Tavasztól indult az országjárás, több ezres látogatottságú szabadtéri fesztiválok, rendezvények állandó fellépője volt Pali egészen októberig bezárólag.
Élő zenekarával különösen nagy sikerrel szerepelt a koncerteken, rajongói néhány hónap alatt az új saját szerzeményeit gyorsan a szívükbe zárták…pl…„Soha ne légy szomorú”, „Add nekem a ma éjszakát”, „Szíved kulcsát”...
Július 25-én szülővárosában Békéscsabán tartott nagysikerű koncertet a Városháza téren, ahol több mint 5.000 ember ünnepelte vele 47. születésnapját, néhány méterrel arrébb ott, ahol pályafutása első koncertjét adhatta 1996. május 1-én. Megható, különös és örök emlékű volt az este a számára.
Augusztusban új Zenés Randevú TV felvételek készültek az ország legnépszerűbb előadói, zenekarai fogadták el Pali meghívását…pl. Edda, 100 Folk Celsius, Napoleon Boulvard, Bojtorján, Soltész Rezső, Desperado, Örökség.
Koncertek mellett ősztől elkezdődtek a 2016-os Jubileumi év háttérmunkái is. Dalírások, stúdió felvételek, klipforgatások váltották egymást. Ősszel érkezett egy megtisztelő felkérés egy könyvkiadó jóvoltából,
Pali 20 éves sikeres énekesi pályafutása kapcsán, hogy jelenjen meg egy életmű-összegző könyv kulisszatitkokkal, sztorikkal, érdekességekkel kiegészítve. A könyv munkálatai novemberben el is kezdődtek.
A 2016-os esztendő első néhány hónapja a háttérmunkák mellett az új lemez beharangozó slágerének bemutatásával indult.
Január 30-án jelent meg klip formájában a „Velem megtalálod a boldogságot” című új saját szerzeménye.
Több TV csatorna és sajtóorgánum is beszámolt a jubileumi év első megjelenéséről.
Szintén januárban indult 29 vidéki város rádióiban el „Romantikus Party” néven egy két órás szórakoztató műsora melynek producere és műsorvezetője is egyben.
Egy kis zenei sziget ahol, 4 évtized magyar slágerei hallhatóak két órán keresztül, heti rendszerességgel.
Március 8-án „20 Év Romantika” címmel látott napvilágot a Jubileumi album, rajta 15 Romantikus Balázs Pali slágerrel. 
Áprilisban egy új videóklippel kedveskedett rajongóinak, amely a „20 éve együtt evezünk” című, saját szerzeményére készült. Ezzel a dallal mondott Pali köszönetet közönségének, rajongóinak, a 20 éve tartó folyamatos szeretetért, rajongásért.
Június elsején jelent meg Sándor András író jóvoltából, Pali életrajzi könyve „Amiről 20 évig nem beszéltem” címmel. Egy sikeres pályafutás kulisszatitkai sorsfordító pillanatai, soha nem hallott történetek tudhatóak meg a könyvből. Sokak szerint egy motivációs tréningnek is megfelel a könyv tartalma.
Tavasztól zenekarával országos Élő koncert körútra indul…a Jubileum jegyében. 
Nyáron szabadtéri fesztiválokon, rendezvényeken nagy sikerrel szerepelt zenekarával ahol az elmúlt években született dalait a közönség minden helyszínen vele énekelte.
Szeptember 2-án jelent meg pályafutása talán legszínvonalasabb videó klipje, amely a „Barátok vagyunk” című új slágerére készült el.
November 19-én Budapesten a RAM Colosseumban tartotta meg 20 éves pályafutásának Jubileumi Szuperkoncertjét. A teltházas, kivételes hangulatú koncerten természetesen a legnépszerűbb 20 slágere csendült fel a rajongók nagy örömére.
„Életem talán legszebb estéje volt, olyan amelyről korábban még álmodni sem mertem volna” – foglalta össze tömören Pali érzéseit a koncert után.
A nagysikerű szuperkoncertről természetesen képi és hangfelvétel is készült.
A 2017. január 25-én Pali névnapján látott napvilágot egy új koncert videó klip, amely az „Átölelném a világot” című slágerére készült el. Természetesen a 20 éves Jubileumi Szuperkoncertjének képi anyagából válogatva, s egyben visszaidézve a korábbi örök emlékű hangulatot. Tavasztól az országos szabadtéri fesztiválok, rendezvények állandó részvevője, ahol zenekarának tagjaival karöltve nagy közönségsikerben volt része.
Májusban csapatinduló dalt írt a Magyar Művész Válogatott labdarúgó csapat részére „A művész csapatban rugdossuk…” címmel, amit később elő is adtak a Művész Világbajnokságon csapattársaival közösen.
Júniusban a Magyar Művész Válogatott tagjaként, Moszkvában részt vett a Művész Labdarúgó Világbajnokságon, ahol hazánkat képviselve csapatával 5. helyezést ért el.
A mérkőzések mellett Moszkvában színpadra is lépett művészbarátaival karöltve, ahol nagy közönség és szakmai sikerben, elismerésben volt részük.
A Moszkvában tartózkodás alatt egy videó klipet is készített egy új dalra, amely egyben a 2018-as album címe is.
2017. július 1-én látott napvilágot a „Lángra gyújtottad a szívemet” új sláger és videó klip, amelynek fogadtatása a közönség részéről minden eddigi várakozást felülmúlt, mivel 45 nap alatt a klip elérte az 1.000.000-os nézettséget.
A nyár folyamán és ősszel a nagy sikerű koncertek, fellépések mellett, már gőzerővel készült az új 2018-as stúdió album is, természetesen Pali saját szerzeményeiből összeállítva.
December 1-én egy új dal és klip került bemutatásra a nagyközönség számára „Bolond a szívem” címmel, amely az év végére elérte az 500.000-es nézettséget.
2018 első heteiben a stúdiómunkák mellett a Zenés Randevú saját gyártású TV műsor 2018-as epizódjainak forgatásán vett részt, ahol közel 40 olyan előadó, zenekar fogadta el a meghívását, akik több évtizede Magyarország legnagyobb sztárjai és igazi zenei, előadói minőséget képviselnek. Március 8-án jelent meg az új stúdió album, sorrendben a 16. „Lángra gyújtottad a szívemet” címmel, rajta Pali 12 db saját szerzeménye. „Szerzőként talán ezen a lemezen tudtam, lelkileg és művészileg a legjobban kiteljesedni. Benne van a szívem, lelkem a szenvedélyem a környezetemet ért minden hatása a szövegekben a dallamokban. Bátran kijelenthetem, hogy életem eddigi legszínvonalasabb albumát nyújthatom át 2018-ban a közönségemnek.” – nyilatkozott Pali az új lemezről.
Tavasztól indult a szabadtéri fesztiválok, rendezvények koncert sorozata, ahol már az új lemezen szereplő dalok („Lángra gyújtottad a szívem”, „Bolond a szívem”) is nagy sikerrel szerepeltek. Június 1-én látott napvilágot Pali „Sírd ki magad” című lírai slágerének videó klipje, melyet Iránban a Kish szigeten forgatott le.
„Csodálatos, igazi Romantikus kisugárzású környezetben rögzítettük a képi anyagot amely tele volt pozitív energiával, énekesi pályafutásom talán legszebb helyszínén jártam” – mesélt Pali.
A klipet hamar a szívébe zárta a közönség is, hiszen néhány hét alatt elérte az 500.000-es látogatottságot.
A nyár folyamán nem csak hazánkban, hanem a határon túli Magyarlakta területeken Erdélyben, Felvidéken és Vajdaságban is nagy sikert aratott koncertműsorával. 2018. július 25-én ünnepelte 50 éves születésnapját, melynek emlékeként egy új dalt jelentetett meg „Ötvenen túl is van még boldogság” címmel.
„Fontos évfordulóhoz érkezett az életem július 25-én, messze túlszárnyaltam a gyermekkori céljaimat, álmaimat főként a közönségem szeretetének köszönhetően. Végeztem egy leltárt, egy visszatekintést honnan, hova jutottam. Hálás vagyok a sorsnak, hogy megadta azt a sok, szép nagyszerű élményt, emléket, amit az énekesi pályámon eddig elértem. Ezeket a gondolatokat fogalmaztam meg a születésnapi új dalomban, melyre a korábbi archív fotókból egy képes videó is készült”.
November 10-én jelent meg a „Merre jársz” című kellemes hangvételű új slágerének videó klipje, amely a Világörökség listáján is szereplő Hollókőn készült. „Fontos küldetésemnek tartom, hogy lehetőségeim szerint, Magyarország különböző tájegységeit, nevezetességeit is bemutassam a videó klipjeimben. Hollókő is egy ilyen környék, ahol a képi anyagban megjelenik a palóc népviselet, a kultúra is” vallott Pali.
November 20-án jelent meg a 2016-ban Budapesten a RAM Colosseumban megtartott „20 éves Jubileumi Szuperkoncert” DVD-n. „Örökre a szívembe zártam azt az estét. A közönségemnek köszönhetően fantasztikus szeretettben volt részem a zenekarommal, úsztunk a boldogságban. Nagy öröm a számomra, hogy ezt a koncertet DVD formájában megörökíthettem az utókor számára is”. Az év végétől elkezdődtek a 2019-es album felvételei.

### 2019–
A 2019-es esztendő a ZENEI TOVÁBBLÉPÉS ÉVE! Új stúdióban, új produceri csapattal vágott bele az új dalok elkészítésébe.
A ZENEI TOVÁBBLÉPÉS a színpadi megjelenést is magával hozta, 35 év után megvált jellegzetes hajviseletétől is.
„Nagyon fontos döntést hoztam a megjelenésemet illetően, hiszen már védjegyemmé vált a hosszú hajam az évtizedek során. Úgy érzem, hogy az új dalaim és az új megjelenésem így került teljes harmóniába” – mesélt Pali a nagy megújulása kapcsán.
Február 14-én jelent meg az új arculattal a 2019-es új album beharangozó slágere és videó klipje: „Majd holnap írok” címmel. A rádiók és a média valamennyi területén nagy visszhangot váltott ki az új dal.
Az egész ország Balázs Pali zenei továbblépéséről és megújulásáról beszélt.
Április 26-án jelent meg sorrendben a 18. teljes album „Majd holnap írok…” címmel, amely a MAHASZ eladási listán mindjárt az első helyen nyitott a 18. héten. A megjelenést követően rekord gyorsasággal – 40 nap alatt – ARANYLEMEZZÉ is vált.
„Nagy boldogsággal tölt el, hogy néhány nap alatt ilyen sikere lett az albumnak, minden várakozásomat felülmúlta ez a fantasztikus eredmény” – nyilatkozta Pali az Aranylemez átadóján.
Májustól magyarországi és határon túli fellépések, koncertek váltották egymás csak úgy, mint a korábbi években, ahol már szerepelt a repertoárban az új „Aranylemez" címadó slágere is.
Július 11-én látott napvilágot a „Szeress újra” című dalra készült videó klip, melynek képi anyaga a festői környezetű Balaton felvidéken készült.
Egy szeptemberi rajongói szavazásnak köszönhetően ősszel egy új klip előkészületei kezdődtek. „Fontosnak tartottam mindig a közönség visszajelzését nem csak a személyes találkozások kapcsán a koncerteken, hanem a különböző közösségi oldalakon is.”
Így esett a választás a „Gondolsz-e rám?” című dalra, amely november 7-én debütált a Balázs Pali Music YouTube csatornán.
Nagy sikerrel szerepelt egész évben a Muzsika Tv-n a Zenés Randevú TV műsora is Palinak, amely már 7 éve folyamatosan látható a zenei csatornán.
2020-as évben a március elején kialakult vírushelyzet miatt a tavaszi / nyári koncertek és fellépések felfüggesztésre kerültek. „A lehetőségekhez képest egy különös, de még is nagyon kellemes időszak volt az egész év. Mivel a 24 éves pályafutásom során soha nem voltam nyári szabadságon – most szinte egyben vehettem ki a pihenésre szánt időt” – nyilatkozta Pali egy rádió interjúban.
Áprilisban a MAGYAR HANGLEMEZKIADÓK SZÖVETSÉGE által szervezett Fonogram díjátadón a „Hazai slágerzene” kategóriában a „Majd holnap írok” című 2019-es albuma győzedelmeskedett. Pali így 2007. után 2. alkalommal kapta meg a Fonogram díjat.
A háttérben közben természetesen nem állt le teljesen az alkotói munka sem. Több új dal is született melyek közül júliusban látott napvilágot egy klip formájában a „Vár rám az élet” című saját szerzeménye. Szeptember közepén a Balázs Pali Music YouTube csatornájának nézettsége elérte a 20.000.000-ot.
Egy egy nagyon fontos mérföldkő volt a zenei pályafutását illetően, mivel elsősorban az utóbbi 3 évben növekedett ugrásszerűen a csatorna látogatottsága.
2020 utolsó hónapjaiban már a következő évre koncentrált. Egymástól eltérő, 3 különböző 100 perces ÉLŐ KONCERT műsor összeállításába kezdett zenekarával.
A Muzsika TV-n heti rendszerességgel látható „Zenés Randevú” című TV műsora is márciustól már az új arculattal került képernyőre, a nézők nagy örömére. 
2021. február elején az A38 hajón adott koncertet zenekarával melyről képi és hangfelvétel is készült. 
Pályafutásának legnépszerűbb 11 saját szerzeménye került rögzítésre a legendás koncert helyszínen.
Március 8-án jelent meg a "Veled még egyszer megpróbálnám" című új dala melyre videó klip is készült.
A korábbi hagyományoktól teljesen eltérő képi anyag került leforgatásra, Pali egy szerelmes bányász szerepét jelenítette meg a klipben.
Zenei pályafutása során első alkalommal mutatta meg egy merőben más személyiségét és arculatát a dal segítségével. Májustól késő őszig szabadtéri rendezvényeken, fesztiválokon találkozott személyes a közönséggel. 
Július 25-én 43. születésnapján jelent meg a "Vár rám az élet" című sorrendben 19. albuma, rajta új dalokkal és a korábbi népszerű slágerek újrahangszerelt verzióival. A megjelenést követően a lemez néhány hét múlva a MAHASZ eladási lista első helyére került.
Augusztus közepén kezdődtek a jubileumi 20.lemez felvételei Debrecenben egy új zenei producerrel az MMP stúdióban.
Október 23-án jelent meg az "Egy csillag örökre ragyog" című dal és klip, melyet Pali gyerekkori barátja Berki Csaba emlékére írt. A képi anyag mindkettőjük szülővárosában Békéscsabán kerültek rögzítésre. December 23-án a Balázs Pali Music Youtube csatornája átlépte a 25.000.000 nézettséget.
Július 25-én 43. születésnapján jelent meg a "Vár rám az élet" című sorrendben 19. albuma, rajta új dalokkal és a korábbi népszerű slágerek újrahangszerelt verzióival. A megjelenést követően a lemez néhány hét múlva a MAHASZ eladási lista első helyére került.
Az év utolsó napjaira pedig Aranylemez is lett. 

### 2022
Január 25-én indult útjára a "25 éve Veletek…" című magazinműsora a saját Youtube csatornáján. A két hetente megjelenő új epizódokban felidézi a 2.5 évtizedes pályafutását, melyben több korábban nem látott archív felvétel is bemutatásra kerül. Az "Online közönségtalálkozó" nagy sikerrel szerepel a közösségi média felületein.
Február 14-én került bemutatásra a 20. Jubileumi CD lemez címadó slágere és a hozzátartozó videó klip "Egyszer próbálj ki" címmel. Az energiákkal teli tempós dal napokon belül a közönség nagy kedvence lett.
Március 8-án jelent meg a 20. Jubileumi album "Egyszer próbálj ki" címmel, rajta, 11 új saját szerzeményével.
Tavasszal nagysikerű országos koncert körútra indult zenekarával a Balázs Pali Live tagjaival, de a határon túli magyar lakta területeken is több koncertet adhatott pl. Délvidéken, Felvidéken és Erdélyben.
Május 13-án jelent meg „Küzdj és harcolj„ című új slágere és a hozzátartozó klip.
A dal szöveg világa egy igazi kapaszkodót nyújt,ha nehezebb periódusba kerül az életük. 
A klip képi anyagához Pali több mint 10.000 fotóból válogatta ki a számára legemlékezetesebb pillanatokat tartalmazó képi kockákat.
Július 9-én tért vissza 7 év után ismét szülővárosába Békéscsabára, ahol szeretett városának a főtéren adhatott nagy sikerű koncertet több mint 4.000 ember előtt.
"Egy igazi örömünnep volt a számunkra ez az este, tele fantasztikus élményekkel" – nyilatkozta a koncertet követően Pali.
December 22-én az „Egyszer próbálj ki„ című, sorrendben 20. CD-je Aranylemez lett.

### 2023 – A DUPLA JUBILEUM ÉVE
A Muzsika Tv-n 2013-ban induló Zenés randevú című TV-műsora a 10 éves évfordulójához érkezett.
Ennek kapcsán egy egész éves 30 epizódból álló Jubileumi sorozat készült a zenecsatorna számára.
A hazai sztárvilág közel 300 énekese, zenésze, művésze szerepelt a műsorban az egy évtized alatt legnépszerűbb slágereivel.
Március 8-án érkezett egy új dal és a hozzátartozó videóklip „Az én időm is eljön„ címmel.
Pali a dallal kapcsolatban ezt nyilatkozta egy műsorban.
Érzem benne az erőt és pozitív üzenetet.
Megérzése az év valamennyi élő koncertjén az első pillanattól kezdve beigazolódott, mivel a közönség kiemelten nagy szeretetben részesítette új szerzeményét.
Májustól október végéig a Balázs Pali Live Band tagjaival elindult a szokásos nyári koncertkörút, szerte az országba és a határon túli magyarlakta területeken.
Május 27-én indult útjára a Két félidő Balázs Palival című rádióműsora, amely a Sportrádió frekvenciáján hallható minden szombaton 12.00-től.
Gyermekkorom óta szeretem és követem a haza labdarúgást, szívügyem ez a sport.
A műsoromban a hazai labdarúgó társadalom kiemelkedően sikeres és elismert szereplőit hívom meg, hogy felidézzék pályafutásuk legszebb és tanulságos pillanatait.
A siker mindenki számára példaértékű kell legyen, erről faggatom a korábbi NB 1-s és válogatott labdarúgókat. – nyilatkozta Pali a műsor indulása kapcsán a sajtóban.
Szeptember 15-én egy igazán szentimentális dalt jelentetett meg „Első szerelem„ címmel, a hozzátartozó videó klippel.
November 18-án nagy sikerű dupla születésnapi koncertet tartott 55 /27 címmel, Budapesten a Vasas Kézilabda Csarnokban.
A látványos színpadi Show műsorral egy időutazásba repítette a közönségét, 27 éves énekesi pályafutásának és a 20 megjelent lemezének köszönhetően.
A koncertről hang és képfelvétel is készült, amely a 2024 tavaszán jelenik meg a Balázs Pali Music Youtube csatornán.
Tagja a Magyar Zenészválogatott és a Magyar Színészválogatott labdarúgó csapatnak.

## Lemezei
- Slágerek házibulihoz 1. (1996)
- Slágerek házibulihoz 2. (1996)
- Slágerek házibulihoz 3. (1997)
- Romantikus slágerek (1999)
- Nem adom kölcsön a szívem (2000)
- Mindig úgy szeress (2001)
- Veled leélném az életem (2002)
- Szánd rám az éjszakát (2003)
- Zenés randevú (2004)
- Nem sírok érted... (2006)
- A líra hullámain... (2008)
- 15 Év 15 Vallomás (2011)
- Boldog napot (2014)
- 20 év romantika (2016)
- Jubileumi szuperkoncert (2016)
- Lángra gyújtottad a szívemet (2018)
- Majd holnap írok ( 2019 )
- Vár rám az élet ( 2021)
- Egyszer próbálj ki ( 2022)

## Könyv
- Balázs Pali. Amiről 20 évig nem beszéltem...; lejegyezte Sándor András; Art Nouveau, Pécs, 2016

## Díjai
- Fonogram díj (2007)
- Zámbó Jimmy-díj (2011)
- Fonogram díj ( 2020)